# Arsenal Springfield

Mapa atual do campus do Arsenal Springfield.

O Arsenal Springfield (em inglês: Springfield Armory), localizado na cidade de Springfield, Massachusetts, foi o principal centro de manufatura de armas de fogo dos Estados Unidos desde 1777 até seu fechamento em 1968. Ele foi o primeiro arsenal federal e uma das primeiras fábricas nos Estados Unidos dedicada à manufatura de armas.
O local é preservado como o Springfield Armory National Historic Site, a única unidade do Serviço Nacional de Parques de Massachusetts Ocidental. Ele possui a maior coleção de armas de fogo históricas americanas.